# ゲオルク・ヘルメスベルガー1世
ゲオルク・ヘルメスベルガー1世（Georg Hellmesberger, Sr., 1800年4月24日 - 1873年8月16日）は、オーストリアの指揮者、作曲家。

## 生涯
ヘルメスベルガーはウィーンに生まれた。彼に最初の音楽の手ほどきを行ったのは父であった。彼はシトー会のハイリゲンクロイツ修道院併設の学校に通い、ウィーンでは哲学の講座を履修した。ウィーン国立音楽大学に入学した彼は、ヴァイオリンをヨーゼフ・ベームに、作曲をエマヌエル・アロイス・フェルスターに師事した。1821年にはベームの助手となっている。1826年からはヘルメスベルガー自身も音楽大学で教鞭を執り、1833年から1867年にかけては教授職を務めた。彼の門下からはヨーゼフ・ヨアヒムやレオポルト・アウアー、彼の息子であるヨーゼフ1世とゲオルク2世などが輩出している。
ヘルメスベルガーは1830年にイグナーツ・シュパンツィヒが死去するとウィーン国立歌劇場のコンサートマスター、宮廷管弦楽団の団員に就任した。1842年からはウィーン・フィルハーモニー管弦楽団のカペルマイスターとなり、1867年に年金の受給を開始するまでこの職に留まった。
ヘルメスベルガーはヴァイオリン協奏曲、弦楽四重奏曲、ヴァイオリン独奏曲などに作品を遺した。